# Wittenheim

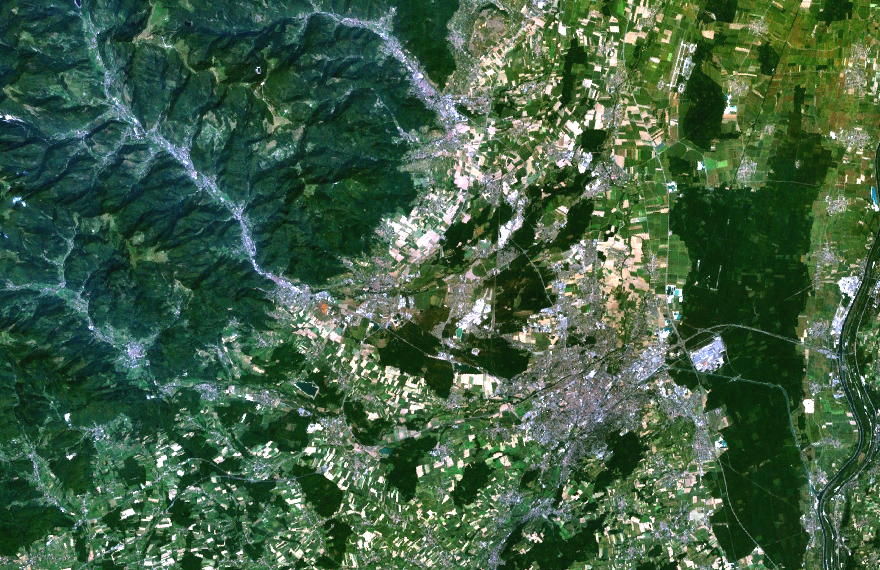
Vue satellite de la région mulhousienne, Landsat 7, NASA.

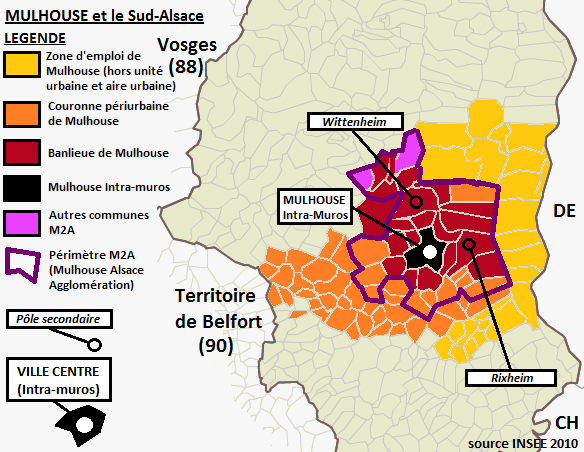
Mulhouse : superposition de la Couronne périurbaine, de la banlieue, de la zone d'emploi et du périmètre de Mulhouse Alsace Agglomération, Wittenheim tient un rôle de ville-lisière au sein de la métropole mulhousienne.

Pour la commune du canton de Benfeld, voir Witternheim. Pour la commune du canton de Haguenau, voir Wittersheim.
Wittenheim (prononcé [vitənaɪm]  ; en alsacien : Wettena ["vetәna]) est une commune de la banlieue de Mulhouse faisant partie de la Collectivité européenne d'Alsace, en région Grand Est. C'est une ancienne commune minière du bassin potassique d'Alsace, aujourd'hui reconvertie dans les activités tertiaires et la quatrième plus peuplée du Haut-Rhin.
Jusqu'à la révolution industrielle, la commune ne comptait que deux pôles urbanisés : Wittenheim-centre et le centre religieux de Schoenensteinbach. Ces derniers étaient alors entourés d'espaces agricoles de faible étendue et d'étangs de pisciculture au milieu de la forêt du Nonnenbruch, beaucoup plus vaste qu'aujourd'hui. L'industrie textile a permis le développement de la cité Kullmann entre Wittenheim-centre et Kingersheim, puis la découverte de gisements de potasse a conduit à l'édification rapides des cités minières Fernand-Anna, Sainte-Barbe et Jeune-Bois. Après la fermeture des mines, la reconversion économique a finalement abouti au développement d'activités commerciales, logistiques et de loisir dans l'ouest de la commune. Le « Pôle 430 » s'est ainsi développé, dans la continuité du « Kaligone » de Kingersheim. Cet ensemble forme aujourd'hui la plus vaste zone de commerce du Haut-Rhin. Au fil de cette urbanisation les différents quartiers de Wittenheim ont fini par former un continuum urbain articulé autour d'un champ central appelé le Mittelfeld (littéralement champ du milieu). 
La superficie de la commune est presque identique à celle de Mulhouse intra-muros mais plus du tiers est occupé par la forêt du Nonnenbruch et elle est donc nettement moins peuplée. La commune est membre de Mulhouse Alsace Agglomération et fait partie des 20 communes de l'agglomération mulhousienne ayant l'obligation de mettre en place une ZFE-m avant le 31 décembre 2024.

## Géographie

### Localisation
La commune de Wittenheim, située à 8 km de Mulhouse intra-muros, est incluse dans l'unité urbaine de Mulhouse.
- Voir la situation géographique de Mulhouse
- Voir la partie consacrée à l'agglomération sur l'article Mulhouse
- Voir l'article Pays de la région mulhousienne

### Carte de la commune

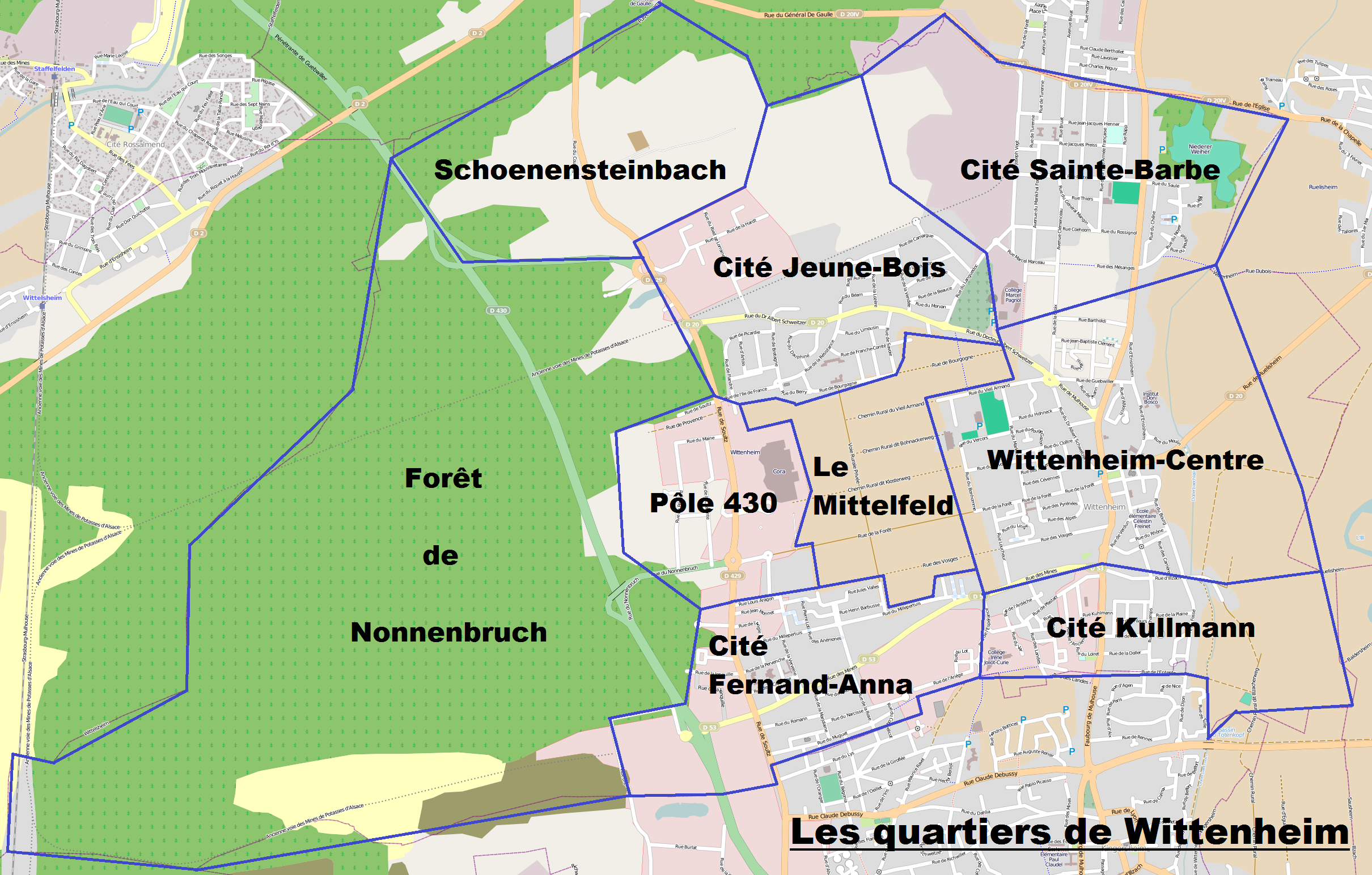
Carte de Wittenheim avec découpage par quartiers.

### Morphologie urbaine
Le tiers ouest de la commune est occupé par la forêt de Nonnenbruch, dont la partie wittenheimoise a été classée comme forêt de protection. Une particularité de Wittenheim est qu'au centre de la commune se trouve le Mittelfeld (littéralement le champ du milieu), un champ situé au milieu des zones urbanisées qui s'articulent autour. À l'ouest du Mittelfeld on trouve la zone commerciale du Pôle 430, à l'est c'est Wittenheim-Centre, au sud ce sont les cités Kullmann et Fernand-Anna, au nord les cités Sainte-Barbe, Jeune-Bois et un peu plus loin au nord-ouest, le quartier de Schoenensteinbach.

#### Cité Jeune-Bois
La cité minière Jeune-Bois est située au nord du Pôle 430. Elle a été construite pour loger les employés de la mine Théodore-Eugene (1912-1986), située au nord de la commune de Wittenheim. Comme dans la plupart des cités du bassin potassique, les dénominations des rues sont thématiques. Les rues de la cité Jeune-Bois sont des noms de régions françaises (Auvergne, Franche-Comté, Lorraine, etc.). La cité Jeune-Bois est desservie par les lignes n°8 et no 54 du réseau de transport en commun Soléa.

#### Cité Fernand-Anna

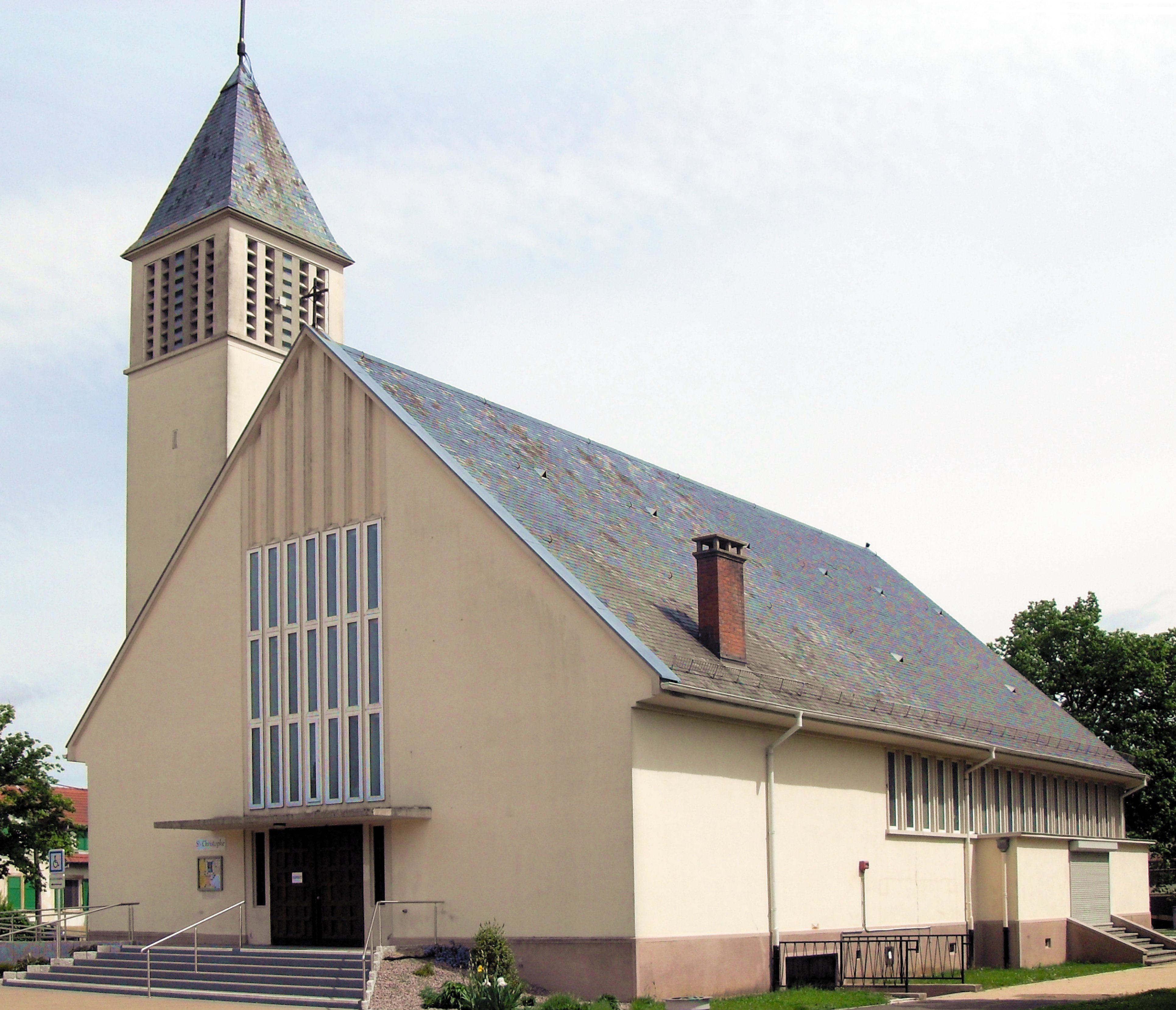
L'église Saint-Christophe de la cité Fernand-Anna.

La cité Fernand-Anna est l'une des plus grandes cités minières du bassin potassique. Elle s'est développée entre les anciennes mines Anna à l'ouest (1923-1973) et Fernand à l'est (1913-1972). Aujourd'hui, les seuls vestiges de ces installations minières sont les deux terrils. Une ligne de chemin de fer industrielle reliait les deux mines et dont l'emplacement a été remplacé depuis par une promenade de type « coulée verte ».  Le carreau Anna accueil aujourd'hui un complexe commercial Decathlon et le carreau Fernand un collège et de nouvelles habitations qui permettent d'assurer désormais une continuité urbaine avec Wittenheim centre. Comme dans la plupart des cités du bassin potassique, les dénominations des rues sont thématiques. Les rues de la cité Fernand-Anna sont des noms de fleurs (Narcisse, Hortensia, Begonia, Muguet, etc.). La cité Fernand-Anna est desservie par les lignes n°8 et no 54 du réseau de transport en commun Soléa.

#### Cité Kullmann

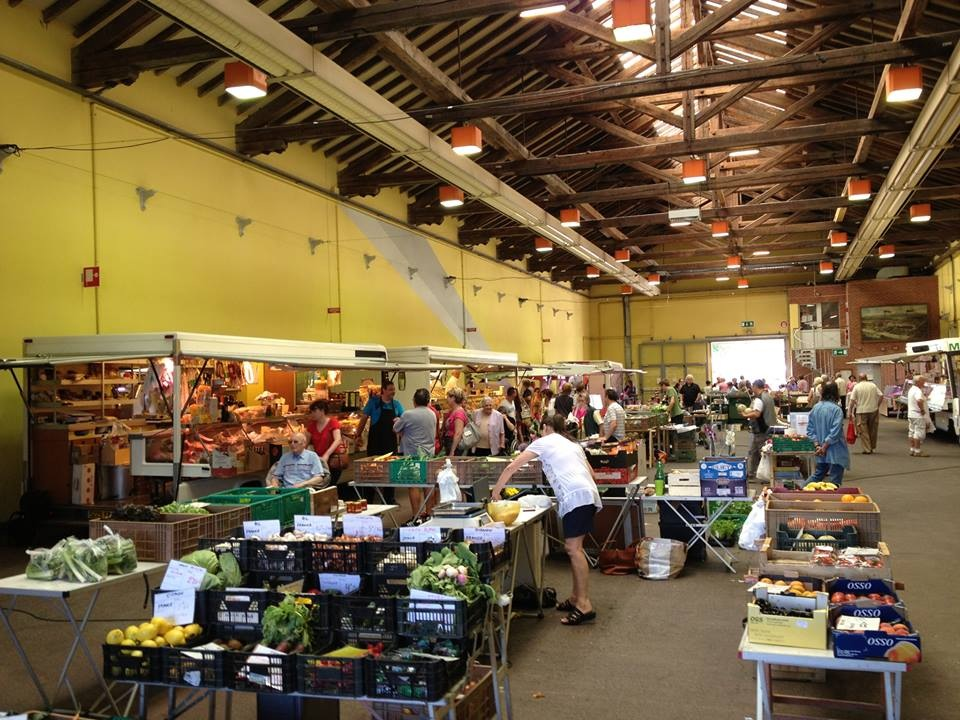
Marché de Wittenheim tous les jeudi matin à la Halle au coton. Ce bâtiment emblématique rappelle que la cité Kullmann tire son origine de l'industrie textile.

Située entre Wittenheim-Centre et la commune de Kingersheim, la cité Kullmann s'est développée autour de l'industrie textile. On y trouve ainsi d'anciens logements ouvriers ainsi qu'un grand bâtiment appelé la Halle au Coton. Cette dans cette ancienne filature que se tient les vendredis matin le marché hebdomadaire de Wittenheim. La cité Kullmann accueille aussi la déchèterie communale et est limitée au nord-est par le parc du Rabbargala. On y trouve également la médiathèque Paul Zwingelstein. Le bâti est mixte composé de maisons mais aussi d'immeubles comme l'ensemble situé rue du Bourg ou celui de la Roseraie. L'Est du quartier comprend une gravière et un circuit de karting.

#### Cité Sainte-Barbe

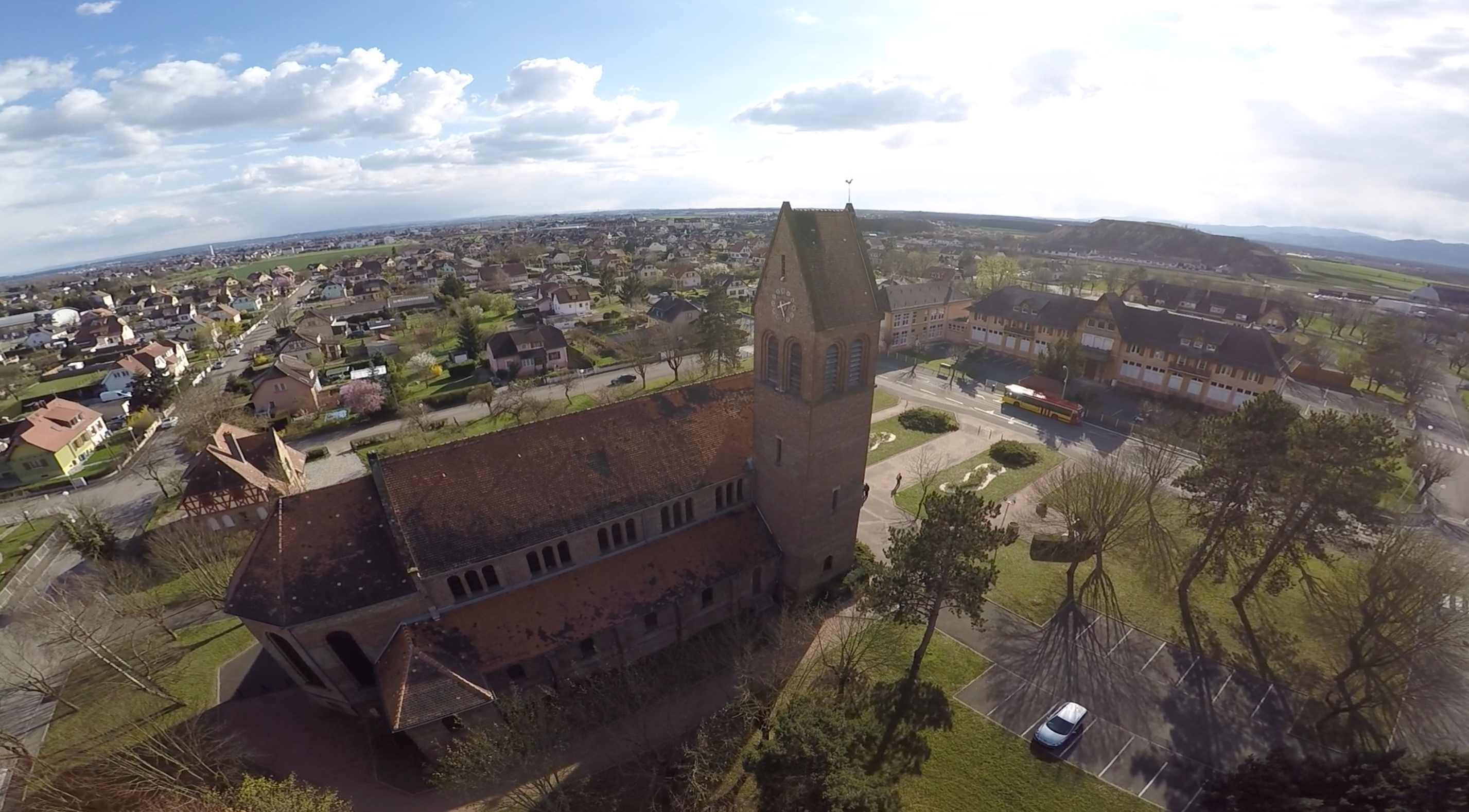
Photo aérienne de Wittenheim. Quartier Sainte-Barbe / Église Sainte-Barbe.

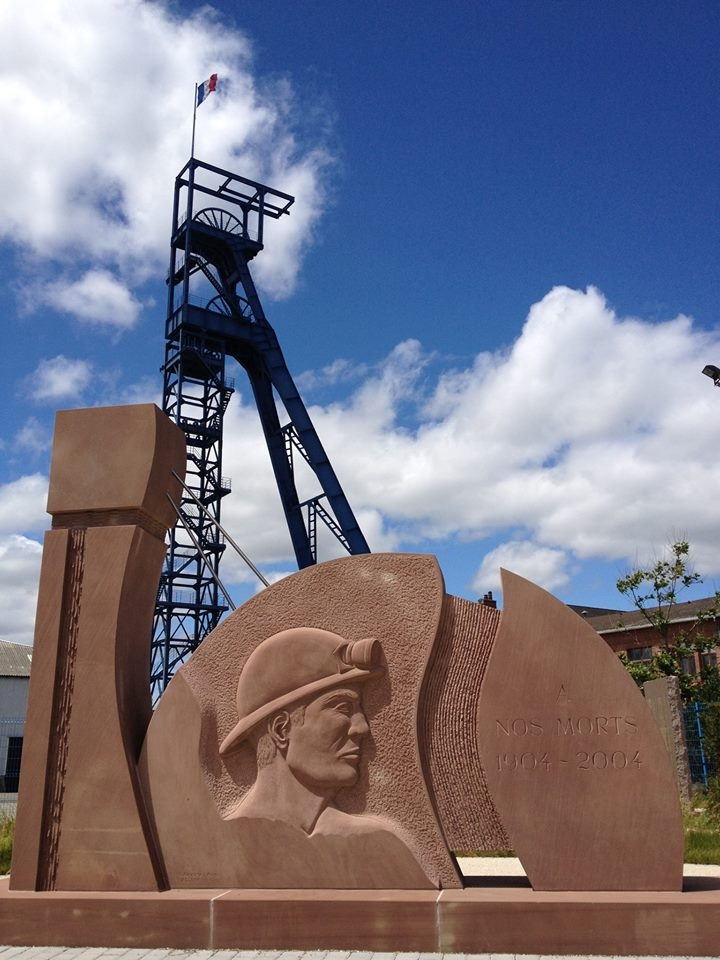
Mémorial.

L'église de ce quartier est classée aux monuments historiques de même que le chevalement de la mine Théodore, qui est l'origine de la création de cette cité, tout comme la cité Jeune-Bois. Elle doit son nom à sainte Barbe, patronne des mineurs. On y trouve également un mémorial pour la mémoire des victimes d'accidents dans les mines de potasse d'Alsace. Comme dans la plupart des cités du bassin potassique, les dénominations des rues sont thématiques. Les rues de la cité Sainte-Barbe sont des noms de personnalités célèbres, surtout militaires (De Gaulle, Kellermann, Turenne, etc.). La cité Sainte-Barbe est desservie par les lignes C4 et no 54 du réseau de transport en commun Soléa.

#### Pôle 430
Ce quartier est composé presque exclusivement d'activités commerciales. Ce pôle s'est progressivement développé autour de l'hypermarché Cora, installé en 1980. Il forme aujourd'hui, avec la ZAC du carreau Anna et le Kaligone à Kingersheim, l'une des plus vastes zones commerciales d'Alsace. Le quartier est desservi par les lignes n°8 et no 54 du réseau de transport en commun mulhousien Soléa.

#### Wittenheim-Centre

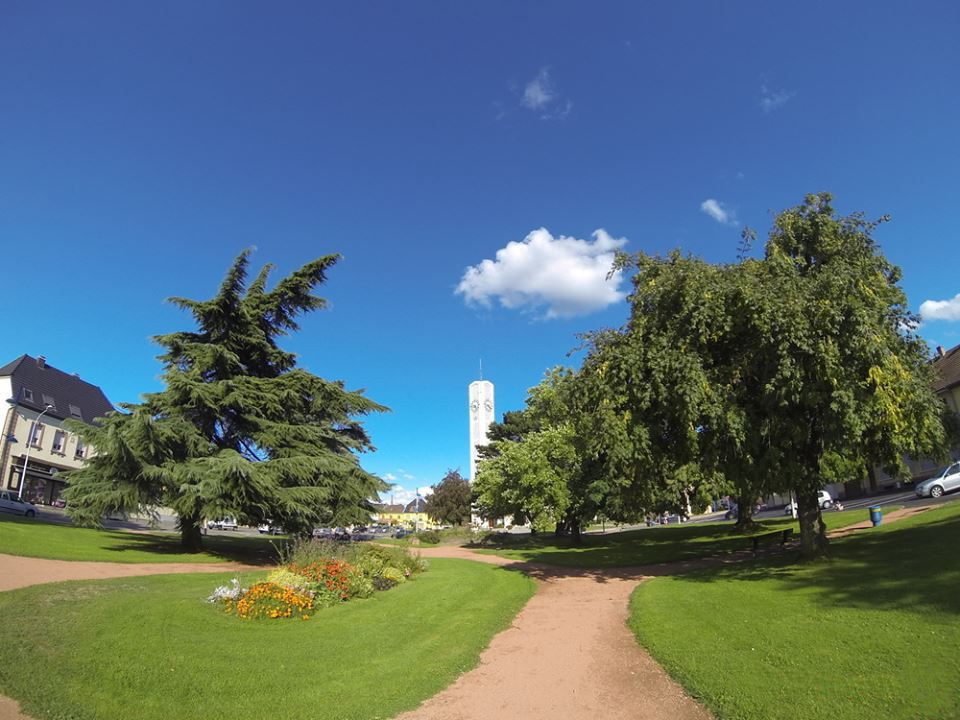
Place Thiers à Wittenheim.

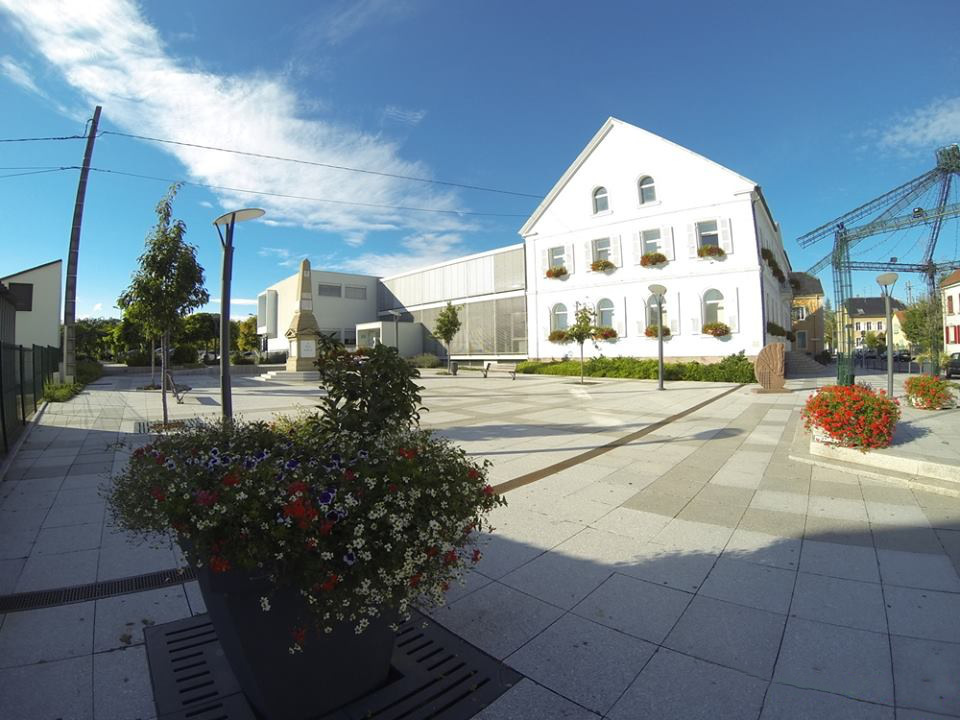
Place des Malgré Nous et mairie de Wittenheim.

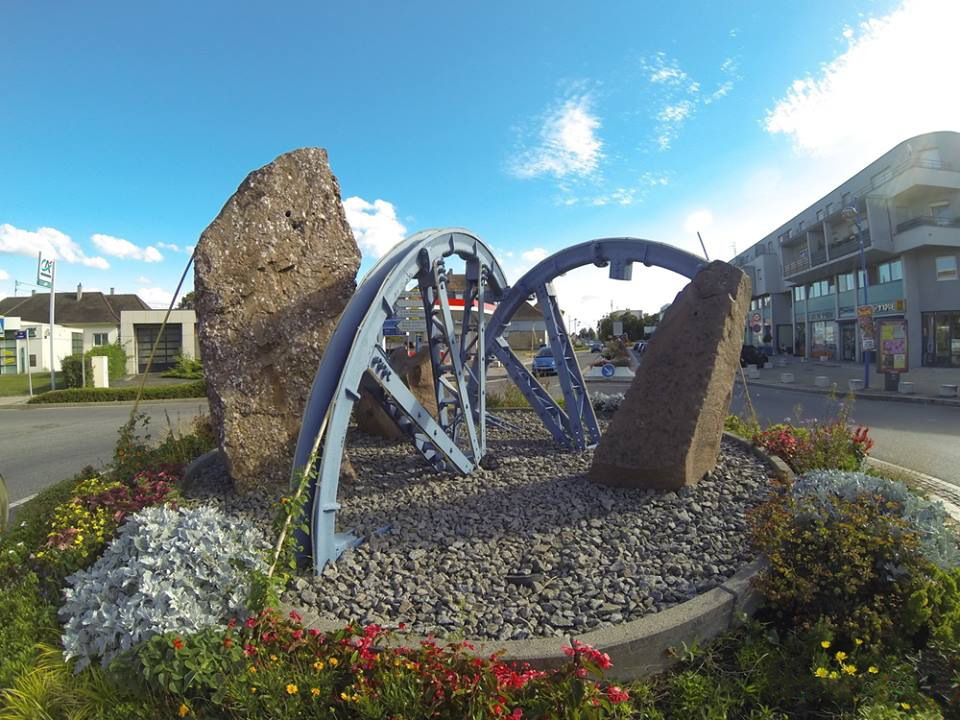
Rond-Point Wittenheim.

Au centre de Wittenheim se trouve un parc : La place Thiers. Toujours dans le centre de la ville on trouve la mairie et la place des Malgré-Nous. La rue de Kingersheim traverse tout le centre-ville. Bordée de commerces elle relie la cité Kullmann aux communes d'Ensisheim et de Ruelisheim. Le quartier est desservi par les lignes C4 et n°8 du réseau de transport en commun mulhousien Soléa.

#### Schoenensteinbach
Situé le long de la rue de Soultz (D 429), reliant la cité Jeune Bois à la commune de Pulversheim, c'est un hameau excentré situé au nord-ouest de la commune et en lisière de la forêt de Nonnenbruch. Il est construit autour d'un ancien couvent, dont il ne subsiste aujourd'hui que quelques bâtiments dont une ferme. En 1920, cette ferme a été rachetée par les Mines de Potasse d'Alsace afin d'accueillir une éventuelle nouvelle exploitation minière. La ferme cultivera de l'avoine et fournira du fourrage destiné à l'alimentation des chevaux employés par les mines. À partir de 1973, un puits d'entrée d'air pour la Mine Marie-Louise à Staffelfelden est creusé à côté de la ferme, jusqu'à une profondeur de 901 mètres. Le puits a été remblayé et son chevalement démoli en 1999. Le hameau est desservi par la ligne no 54 du réseau de transport en commun Soléa.

### Le Mittelfeld
Le Mittelfeld, qui signifie littéralement en allemand « le champ du milieu », est avec les marais de Bourges une des plus grandes étendues d'agriculture urbaine. Sa vocation a été confirmée le 25 juin 2010. La zone est réservée aux transports doux et interdite à la circulation automobile au même titre que la forêt du Nonnenbruch. Le Mittelfeld s'étend sur 90 hectares autour desquels s'articulent les différents quartiers de la ville.

### La forêt de Nonnenbruch
C'est le principal massif forestier de l'ouest de la région mulhousienne en plein cœur de la plaine de l'Ochsenfeld. Le massif a été morcelé par l'activité minière sans que celle-ci ne parvienne à porter réellement atteinte à sa relative continuité. Les mines de potasse ont été exploitées pendant plus de 100 ans, de 1894 à 2004, et sont maintenant arrêtées. Le massif est aujourd'hui menacé par l'urbanisation de la région. Cette forêt est située sur le cône de déjection recouvert de lœss de la Doller et de la Thur. Le massif forestier est parsemé de clairières steppiques, de terrils et d'anciennes carrières qui forment des étangs. L'érosion éolienne des terrils a augmenté la salinité du sol et a quelque peu modifié le paysage. De nombreux sentiers balisés permettent de traverser la forêt et de rejoindre les différentes communes. Par décret du 25 mai 2004, ce massif a été classé forêt de protection sur une superficie de 1 340,223 9 hectares, sur le territoire des communes de Kingersheim, Lutterbach, Pfastatt, Reiningue, Richwiller et Wittenheim.

### Hydrographie

#### Réseau hydrographique
La commune est dans le bassin versant du Rhin au sein du bassin Rhin-Meuse. Elle est drainée par le Dollerbaechlein, le Thurbaechlein, la Fosse du Moos et la Fosse le Stockmattengraben,,.
Le Dollerbaechlein, d'une longueur de 18 km, prend sa source dans la commune de Reiningue et se jette  dans l'Ill à Ensisheim, après avoir traversé neuf communes. 

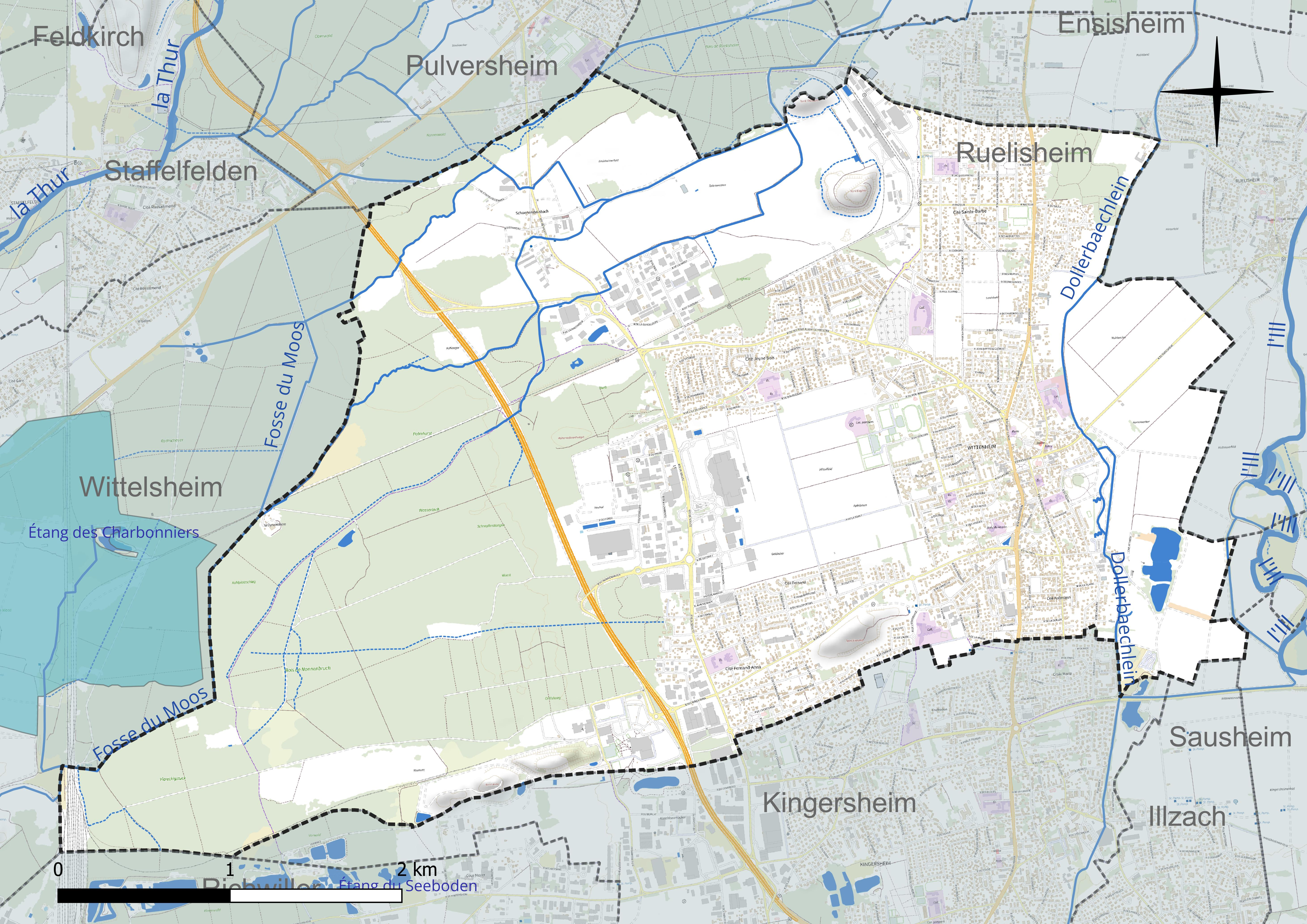
Réseau hydrographique de Wittenheim.

#### Gestion et qualité des eaux
Le territoire communal est couvert par le schéma d'aménagement et de gestion des eaux (SAGE) « Ill Nappe Rhin ». Ce document de planification concerne la nappe phréatique rhénane, les cours d'eau de la plaine d'Alsace et du piémont oriental du Sundgau, les canaux situés entre l'Ill et le Rhin et les zones humides de la plaine d'Alsace. Le périmètre s’étend sur 3 596 km2. Il a été approuvé le 17 janvier 2005. La structure porteuse de l'élaboration et de la mise en œuvre est la région Grand Est. 
La qualité des cours d’eau peut être consultée sur un site dédié géré par les agences de l’eau et l’Agence française pour la biodiversité. 

### Climat
Pour des articles plus généraux, voir Climat du Grand Est et Climat du Haut-Rhin.
En 2010, le climat de la commune est de type climat des marges montargnardes, selon une étude du Centre national de la recherche scientifique s'appuyant sur une série de données couvrant la période 1971-2000. En 2020, Météo-France publie une typologie des climats de la France métropolitaine dans laquelle la commune est exposée à un climat semi-continental et est dans une zone de transition entre les régions climatiques « Vosges » et « Alsace ». 
Pour la période 1971-2000, la température annuelle moyenne est de 10,5 °C, avec une amplitude thermique annuelle de 17,9 °C. Le cumul annuel moyen de précipitations est de 651 mm, avec 8,3 jours de précipitations en janvier et 9,1 jours en juillet. Pour la période 1991-2020, la température moyenne annuelle observée sur la station météorologique de Météo-France la plus proche, « Mulhouse », sur la commune de Mulhouse à 6 km à vol d'oiseau, est de 11,1 °C et le cumul annuel moyen de précipitations est de 747,6 mm. 
La température maximale relevée sur cette station est de 39,4 °C, atteinte le 13 août 2003 ; la température minimale est de −21,5 °C, atteinte le 10 février 1956,,. 
| Mois                                  | jan.             | fév.             | mars             | avril           | mai             | juin          | jui.            | août          | sep.            | oct.            | nov.           | déc.            | année      |
| ------------------------------------- | ---------------- | ---------------- | ---------------- | --------------- | --------------- | ------------- | --------------- | ------------- | --------------- | --------------- | -------------- | --------------- | ---------- |
| Température minimale moyenne (°C)     | −0,6             | −0,5             | 1,9              | 4,7             | 8,9             | 12,4          | 14,1            | 13,8          | 10,2            | 6,7             | 2,7            | 0,3             | 6,2        |
| Température moyenne (°C)              | 2,3              | 3,4              | 7                | 10,6            | 14,7            | 18,4          | 20,3            | 20            | 15,9            | 11,3            | 6,2            | 3,2             | 11,1       |
| Température maximale moyenne (°C)     | 5,3              | 7,4              | 12               | 16,5            | 20,5            | 24,3          | 26,4            | 26,3          | 21,5            | 15,9            | 9,6            | 6               | 16         |
| Record de froid (°C) date du record   | −20,2 13.01.1968 | −21,5 10.02.1956 | −17,2 04.03.1965 | −6,3 07.04.1956 | −3,1 01.05.1962 | 0,9 03.06.06  | 4,3 02.07.1960  | 4 30.08.1998  | −0,6 24.09.1964 | −6,7 31.10.1997 | −13,4 30.11.10 | −19 20.12.1981  | −21,5 1956 |
| Record de chaleur (°C) date du record | 18,3 10.01.1991  | 21,9 24.02.1990  | 26,5 31.03.21    | 30 22.04.1968   | 33,3 25.05.09   | 37,6 09.06.14 | 38,9 31.07.1983 | 39,4 13.08.03 | 34,1 11.09.23   | 29,7 13.10.23   | 24,3 07.11.15  | 19,9 16.12.1989 | 39,4 2003  |
| Précipitations (mm)                   | 57,9             | 49,2             | 49,9             | 49,9            | 78,2            | 67,8          | 63              | 67,1          | 61,1            | 69,7            | 58,7           | 75,1            | 747,6      |

| Diagramme climatique                                  |             |           |             |             |              |            |              |              |             |            |          |
| J                                                     | F           | M         | A           | M           | J            | J          | A            | S            | O           | N          | D        |
| 5,3−0,657,9                                           | 7,4−0,549,2 | 121,949,9 | 16,54,749,9 | 20,58,978,2 | 24,312,467,8 | 26,414,163 | 26,313,867,1 | 21,510,261,1 | 15,96,769,7 | 9,62,758,7 | 60,375,1 |
| Moyennes : • Temp. maxi et mini °C • Précipitation mm |             |           |             |             |              |            |              |              |             |            |          |

Les paramètres climatiques de la commune ont été estimés pour le milieu du siècle (2041-2070) selon différents scénarios d'émission de gaz à effet de serre à partir des nouvelles projections climatiques de référence DRIAS-2020. Ils sont consultables sur un site dédié publié par Météo-France en novembre 2022.

## Urbanisme

### Typologie
Au 1er janvier 2024, Wittenheim est catégorisée grand centre urbain, selon la nouvelle grille communale de densité à sept niveaux définie par l'Insee en 2022.
Elle appartient à l'unité urbaine de Mulhouse, une agglomération intra-départementale regroupant 20  communes, dont elle est une commune de la banlieue,,. Par ailleurs la commune fait partie de l'aire d'attraction de Mulhouse, dont elle est une commune du pôle principal,. Cette aire, qui regroupe 132 communes, est catégorisée dans les aires de 200 000 à moins de 700 000 habitants,.

### Occupation des sols
L'occupation des sols de la commune, telle qu'elle ressort de la base de données européenne d’occupation biophysique des sols Corine Land Cover (CLC), est marquée par l'importance des territoires artificialisés (40,7 % en 2018), en augmentation par rapport à 1990 (32,7 %). La répartition détaillée en 2018 est la suivante : forêts (33 %), zones urbanisées (24,7 %), terres arables (17 %), zones industrielles ou commerciales et réseaux de communication (14,9 %), zones agricoles hétérogènes (5,7 %), milieux à végétation arbustive et/ou herbacée (3,6 %), mines, décharges et chantiers (1,1 %). L'évolution de l’occupation des sols de la commune et de ses infrastructures peut être observée sur les différentes représentations cartographiques du territoire : la carte de Cassini (XVIIIe siècle), la carte d'état-major (1820-1866) et les cartes ou photos aériennes de l'IGN pour la période actuelle (1950 à aujourd'hui).

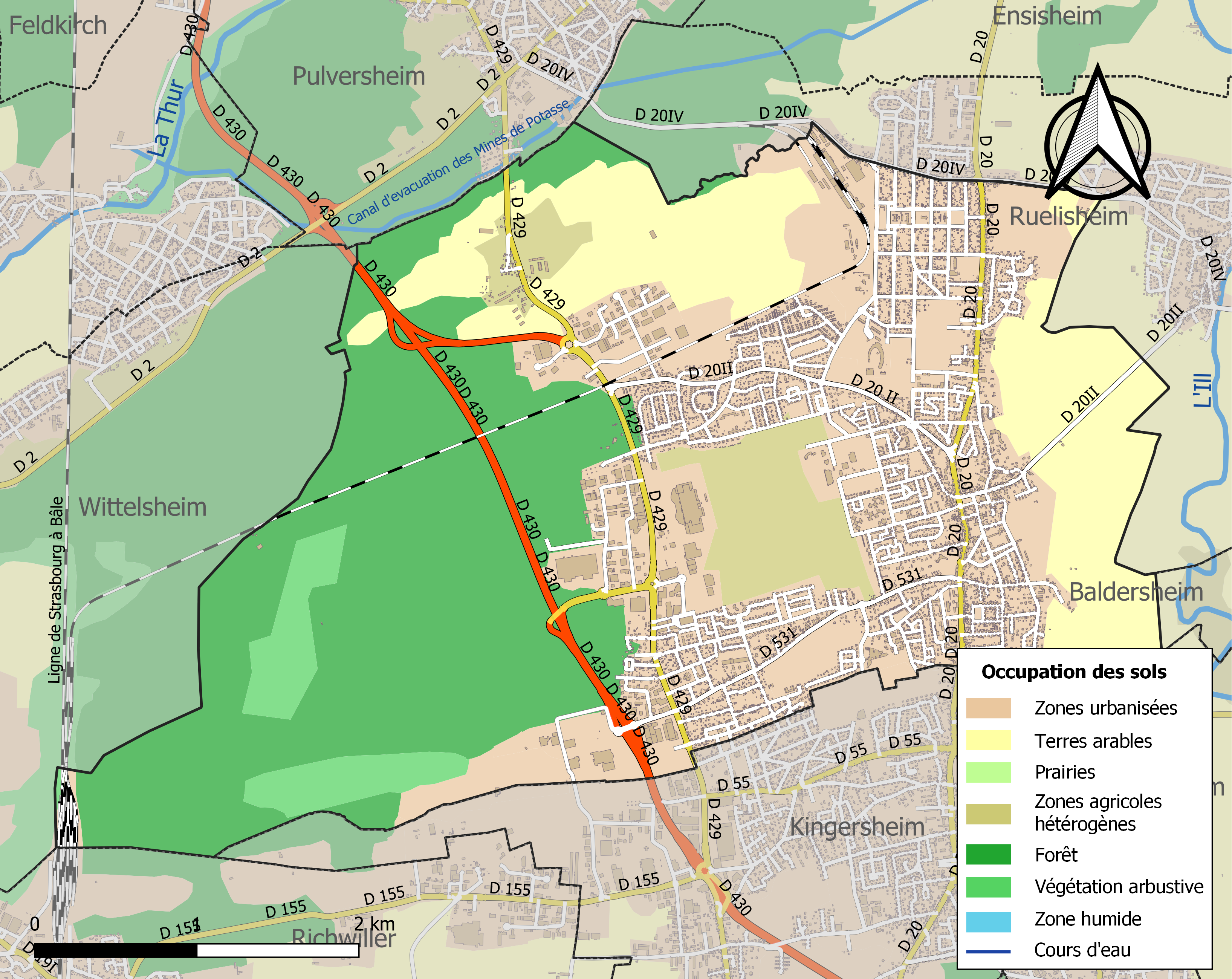
Carte des infrastructures et de l'occupation des sols de la commune en 2018 (CLC).

## Toponymie

### Attestations anciennes
Le nom de la localité (alsacien : Wittene ["viDәnә]) est mentionné pour la première fois en 829 sous la forme Witanheim, ensuite sous la forme in Vuittenckheim marcha en 1094 ; Witenheim en 1195, Wittenheim dès 1315.

### Étymologie
« la demeure de Wita(n) », d’un nom d’homme germanique *Wita(n), suivi de l’appellatif germanique heim, signifiant « habitat, foyer, chez soi » et anciennement « patrie d’une tribu ».
Autres explications : « l’habitation du bois », du germanique wido « bois », en référence au bois du Nonnenbruch ; « l’habitation de la butte », l’élément wit- pouvant reposer sur une racine paléo-européenne PAT relative à un relief présentant une limite plate, en référence à la situation de la localité sur une dune de la lisière orientale du bois marécageux du Nonnenbruch, cependant il n'y a aucune preuve de la réinterprétation d'un toponyme antérieur, phénomène d'ailleurs rarement attesté en toponymie, ni même aucune preuve de l'existence d'une racine *pat.

## Histoire

### Premiers peuplements
Le site est occupé depuis le Néolithique comme l'attestent les découvertes archéologiques faites au début du XXe siècle.
En creusant les fondations de la villa de l'entrepreneur Columbina, au lieu-dit « Horoederenhubel », un squelette accroupi ainsi que de la poterie rubanée datant du Néolithique ancien furent découverts en 1930.
En 1968, la présence d'un peuplement datant de l'âge du bronze final fut découverte au lieu-dit « Lerchbuhl ». La présence romaine est également avérée sur le ban de Wittenheim : les fondations d'une importante villa romaine furent découvertes fortuitement lors de la construction d'un lotissement en 1978. Une partie de ces fondations a été sauvegardée et a été déplacée sur la place de Thiers.

### Moyen Âge
Un village est mentionné pour la première fois en l'an 829 sous l'appellation de Witanheim, époque à laquelle l'abbaye de Murbach y possédait des terres.

### L'époque Habsbourg
Ancien fief autrichien, le château de Wittenheim, résidence des nobles de Wittenheim puis des Von Hus von Wittenheim, a été détruit en 1632 par les Suédois lors de la guerre de Trente Ans. La motte féodale, le Rebberg, reste visible à l'est de la commune. Wittenheim fut également le siège d'un très important couvent de moniales, le couvent de Schoenensteinbach. Démantelé lors de la Révolution française, ses fondations sont à nouveau visibles grâce à des fouilles récentes.

### Sous la domination allemande
À vocation agricole, Wittenheim, village allemand de 1871 à 1918, se développe dans la seconde moitié du XIXe siècle avec l'arrivée de l'industrie textile. La société textile Kullman & Cie s'implante en effet dans la commune en lançant la construction d'une filature en 1885. Cette dernière ouvre ses portes en 1888. La même année est inaugurée la ligne de tramway Mulhouse-Wittenheim. De par l'afflux de travailleurs, la commune connait alors un véritable boum démographique. La construction de la cité ouvrière Kullmann (1890-1900) est à l'origine d'un gain de population de 63 %.
La première banque de la commune est créée en 1887 sur le modèle mutualiste fondé par l'allemand Friedrich Wilhelm Raiffeisen (1818-1888). Cinq Wittenheimois (Fortuné Baumgartner, Joseph Erimund, Antoine Schlienger, Émile Stebler et Damien Weisbeck) créent le 4 décembre la Caisse de dépôts et de prêts de Wittenheim afin de venir en aide aux agriculteurs de la commune. Cette banque existe toujours, il s'agit de la Caisse du Crédit mutuel.
Le 3 février 1889, sous l'impulsion des autorités allemandes qui poussent à la création de corps de sapeurs-pompiers volontaires, le maire Sébastien Baumgartner, le trésorier Neyer et messieurs Schlienger et Helfer paraphent les statuts fondant le corps de sapeurs-pompiers de Wittenheim.
En 1904, Amélie Zurcher découvre de la potasse à Wittelsheim, qui était alors un village voisin. Ce sera le début d'une industrie florissante qui marquera durablement la vie et la physionomie de ce qui deviendra le bassin potassique, unique gisement de sel de potasse (ou sylvinite, de formule KCl) français. À Wittenheim, plusieurs sites miniers, chacun possédant sa cité ouvrière (Kolonie), sont exploités :
- la Mine Anna, fondée en 1907, comprend les puits Anna-Est et Anna-Ouest qui exploitent des couches de sylvinite situées entre 448 et 466 mètres de profondeur ;
- la Mine Fernand (Reichsland), comprend les puits Fernand-Est et Fernand-Ouest qui exploitent deux couches de sylvinite situées à 539 et 560 mètres de profondeur ;
- la Mine Théodore et la Mine Prince Eugène, situés au nord du ban communal. La première production de sylvinite fut en 1912 de 95 216 tonnes ;
- le hameau de Schoenensteinbach accueille la ferme modèle des MDPA.

L'exploitation de la potasse marqua le paysage (chevalements, terrils) mais fit surtout de Wittenheim une commune prospère. Une population laborieuse, venue des environs mais aussi d'Allemagne et surtout de Pologne, contribua à la naissance d'une riche vie culturelle et associative. Le progrès fit également son arrivée : inauguration du foyer catholique en 1920 ; mise en chantier d'un vaste réseau de distribution d'eau en 1922 ; mise en chantier du tout-à-l’égout, construction de l'école des filles, du poste à incendie et des bains municipaux en 1928 ; électrification de la ligne de tramway en 1929.
Les deux conflits mondiaux n'allaient pas épargner Wittenheim.

### La Seconde Guerre mondiale
La Seconde Guerre mondiale apporta son lot de souffrances et de destructions notamment lors de la tragique libération de la commune par les troupes françaises en janvier 1945. Wittenheim-centre fut pratiquement détruite par un déluge de feu. Le 2 février 1945, les derniers obus incendiaires allemands mirent le feu à l'église de style baroque Sainte-Marie. Le clocher s'effondra le 4 février 1945 à 9 h 30. Wittenheim-centre, libéré, n'était plus qu'un amas de décombres inhabitables. Une partie ne fut d'ailleurs pas reconstruite et devint l'actuelle place de Thiers. Les installations industrielles étaient hors d'usage. Cette période très douloureuse de l'histoire de la commune lui valut de se voir attribuer le 11 novembre 1948 la croix de Guerre avec Étoile d’Argent. C'est le maréchal de Lattre de Tassigny qui remit la décoration à la délégation wittenheimoise à Colmar le 14 juillet 1949.

### L'après-guerre
À la libération, une ère de développement nouvelle débuta pour la commune. Après la mise en place d'un village provisoire en baraquement où furent logées près de 150 familles et la construction d'une église provisoire, la municipalité et la population se lança dans un long travail de reconstruction. Wittenheim eut la chance de bénéficier du soutien matériel et financier de ses villes marraines : Fontenay-sous-Bois, Saint-Cloud et Thiers.
Près de quinze années furent nécessaires pour effacer les plaies laissées par la guerre. La reconstruction d'après-guerre changea totalement sa physionomie qui perdit définitivement son caractère rural pour devenir une commune urbaine.
Le 2 mai 1957, pour des raisons financières, la ligne 11 du tramway électrique reliant Wittenheim à Mulhouse, qui avait repris du service dès le 3 décembre 1945, fut officiellement remplacée par une ligne de bus.
Le 19 mai 1957 est posée la première pierre de la nouvelle église Sainte-Marie de Wittenheim-centre. Les 27 et 28 juin 1959, lors des « Fêtes du renouveau », le nouveau Wittenheim-centre est officiellement inauguré : place de Thiers, rues de Saint-Cloud et de Fontenay-sous-Bois, bureau de poste, commissariat de police, commerces. L'église Sainte-Marie est consacrée le 28 juin 1959.

### Héraldique
| Blason de Wittenheim | Les armes de Wittenheim se blasonnent ainsi : « D'or à une face de gueules accompagnée de léopards de sable, deux en chef et un en pointe. » |

## Politique et administration

### Liste des maires

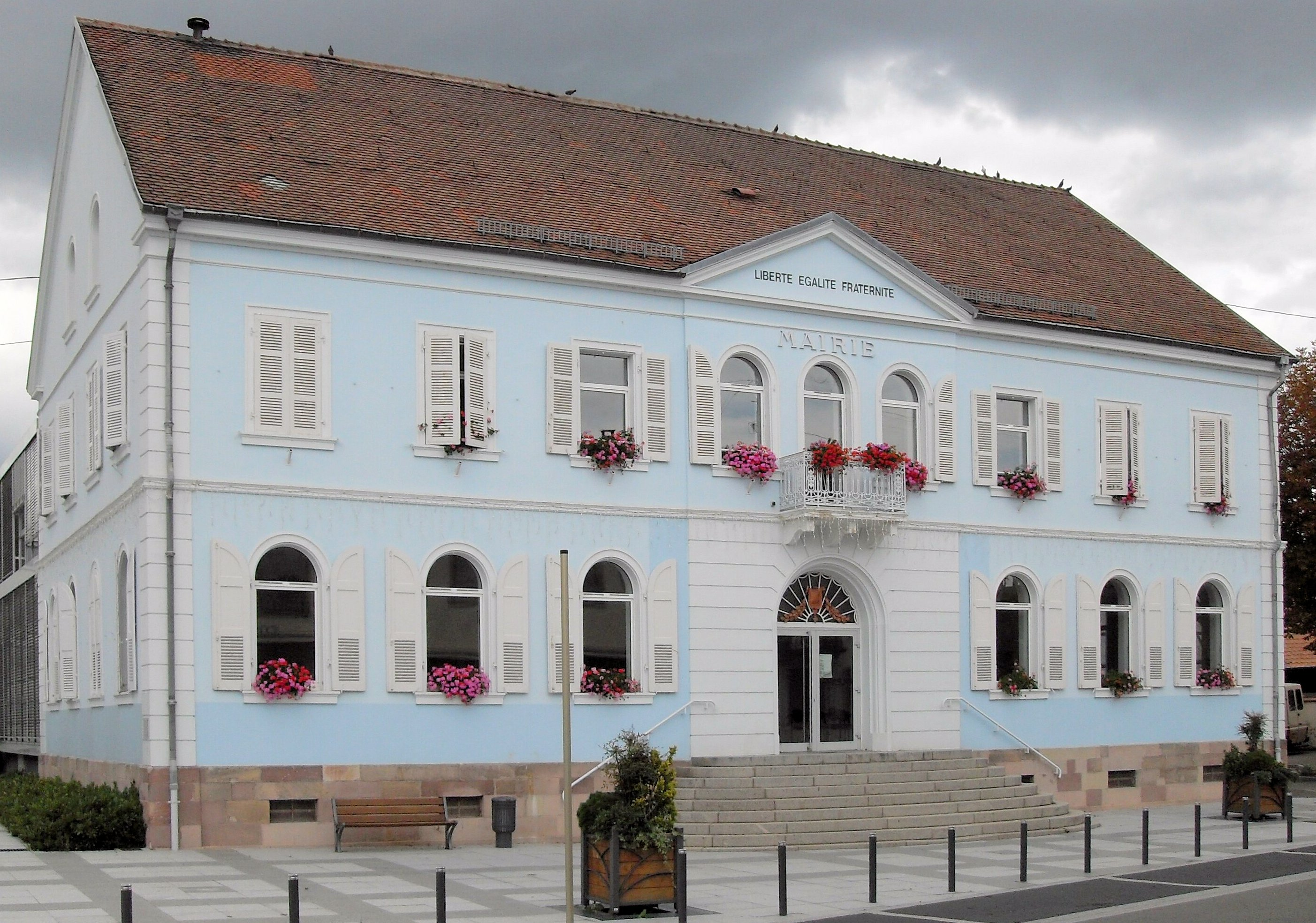
La mairie.

| Période      | Période               | Identité            | Étiquette   | Qualité |
| ------------ | --------------------- | ------------------- | ----------- | --- |
| février 1945 | octobre 1945          | Chrétien Baecher    |             | |
| octobre 1945 | octobre 1947          | Edmond Goetschy     | SFIO        | Ouvrier municipal |
| octobre 1947 | mars 1965             | Constant Richert    |             | Commerçant |
| mars 1965    | mars 1977             | Émile Adelbrecht    | CD puis CDS | Inspecteur principal des Mines de potasse d'Alsace |
| mars 1977    | mars 1983             | Bernard Reimeringer | PS          | Professeur agrégé |
| mars 1983    | mars 1989             | Antoine Gissinger   | RPR         | Directeur de collège d'enseignement technique retraité Député du Haut-Rhin (5e circ.) (1968 → 1986) Conseiller régional d'Alsace (1970 → 1988) Conseiller général de Wittenheim (1970 → 1988)                                                  |
| mars 1989    | mars 2001             | Roger Zimmermann,   | PS          | Chimiste |
| mars 2001    | décembre 2001 (décès) | Paul Zwingelstein   | PS          | Instituteur puis directeur d'école Premier adjoint au maire (1989 → 2001) Vice-président de la CC du Bassin Potassique |
| janvier 2002 | En cours              | Antoine Homé        | PS          | Conseiller maître à la Cour des comptes en détachement Premier adjoint au maire (2001) Conseiller régional d'Alsace (2004 → 2015) Conseiller régional du Grand-Est (2015 → ) 3e vice-président de M2A (2017 → ) Réélu pour le mandat 2020-2026 |

### Finances locales
Cette sous-section présente la situation des finances communales de Wittenheim.
Pour l'exercice 2013, le compte administratif du budget municipal de Wittenheim s'établit à  19 337 000 € en dépenses et 18 320 000 € en recettes :
En 2013, la section de fonctionnement se répartit en 13 198 000 € de charges (916 € par habitant) pour 13 210 000 € de produits (917 € par habitant), soit un solde de 12 000 € (1 € par habitant), :
- le principal pôle de dépenses de fonctionnement est celui des charges de personnels[Note 8] pour une valeur totale de 6 406 000 € (49 %), soit 445 € par habitant, ratio inférieur de 30 % à la valeur moyenne pour les communes de la même strate (636 € par habitant). Pour la période allant de 2009 à 2013, ce ratio augmente de façon continue de 377 € à 445 € par habitant ;
- la plus grande part des recettes est constituée des impôts locaux[Note 9] pour un montant de 4 680 000 € (35 %), soit 325 € par habitant, ratio inférieur de 36 % à la valeur moyenne pour les communes de la même strate (511 € par habitant). Sur les 5 dernières années, ce ratio augmente de façon continue de 254 € à 325 € par habitant.

Les taux des taxes ci-dessous sont votés par la municipalité de Wittenheim. Ils ont varié de la façon suivante par rapport à 2012 :
- la taxe d'habitation constante 10,11 % ;
- la taxe foncière sur le bâti sans variation 18,46 % ;
- celle sur le non bâti égale 49,20 %.

La section investissement se répartit en emplois et ressources. Pour 2013, les emplois comprennent par ordre d'importance :
- des dépenses d'équipement[Note 11] pour  5 387 000 € (88 %), soit 374 € par habitant, ratio voisin de la valeur moyenne de la strate. Depuis 5 ans, ce ratio fluctue et présente un minimum de 168 € par habitant en 2010 et un maximum de 411 € par habitant en 2009 ;
- des remboursements d'emprunts[Note 12] pour une valeur de 622 000 € (10 %), soit 43 € par habitant, ratio inférieur de 49 % à la valeur moyenne pour les communes de la même strate (85 € par habitant).

Les ressources en investissement de Wittenheim se répartissent principalement en :
- nouvelles dettes pour une valeur de 2 000 000 € (39 %), soit 139 € par habitant, ratio supérieur de 46 % à la valeur moyenne pour les communes de la même strate (95 € par habitant). Depuis 5 ans, ce ratio fluctue et présente un minimum de 1 € par habitant en 2011 et un maximum de 139 € par habitant en 2013 ;
- fonds de Compensation pour la TVA pour une valeur totale de 430 000 € (8 %), soit 30 € par habitant, ratio inférieur de 25 % à la valeur moyenne pour les communes de la même strate (40 € par habitant).

L'endettement de Wittenheim au 31 décembre 2013 peut s'évaluer à partir de trois critères : l'encours de la dette, l'annuité de la dette et sa capacité de désendettement :
- l'encours de la dette pour une somme de 6 902 000 €, soit 479 € par habitant, ratio inférieur de 50 % à la valeur moyenne pour les communes de la même strate (964 € par habitant). En partant de 2009 et jusqu'à 2013, ce ratio fluctue et présente un minimum de 479 € par habitant en 2013 et un maximum de 559 € par habitant en 2012[A2 5] ;
- l'annuité de la dette pour  809 000 €, soit 56 € par habitant, ratio inférieur de 53 % à la valeur moyenne pour les communes de la même strate (118 € par habitant). Pour la période allant de 2009 à 2013, ce ratio fluctue et présente un minimum de 47 € par habitant en 2010 et un maximum de 62 € par habitant en 2009[A2 5] ;
- la capacité d'autofinancement (CAF) pour un montant de 1 079 000 €, soit 75 € par habitant, ratio inférieur de 58 % à la valeur moyenne pour les communes de la même strate (180 € par habitant). Sur la période 2009 - 2013, ce ratio fluctue et présente un minimum de 75 € par habitant en 2013 et un maximum de 126 € par habitant en 2011[A2 6]. La capacité de désendettement est d'environ 6 années en 2013. Sur une période de 14 années, ce ratio présente un minimum d'environ un an en 2004 et un maximum en 2013.

### Mulhouse Alsace Agglomération
En 1965, Wittenheim intégra le syndicat intercommunal à vocation multiple du Bassin Potassique nouvellement créé. En 1995, Wittenheim et onze communes minières du Bassin Potassique se regroupèrent au sein de la Communauté de Communes du Bassin Potassique (CCBP). Le but premier de cette communauté était de favoriser la reconversion économique du bassin minier à la suite de l'arrêt définitif de l'extraction de la potasse. Le siège de cette nouvelle entité politique s'établit à Wittenheim dans les locaux de la ferme réhabilitée du hameau de Schoenensteinbach (Maison du Bassin Potassique). Le 1er janvier 2004, après dissolution de la CCBP, Wittenheim intégra la Communauté d'Agglomération Mulhouse Sud-Alsace (CAMSA) et en 2010, Mulhouse Alsace Agglomération.

### Le canton de Wittenheim
Par décret du 26 février 1958, Wittenheim devenait chef-lieu de canton. Il fait partie de l'arrondissement de Mulhouse et de la sixième circonscription du Haut-Rhin. Il est peuplé de 45 469 habitants et s'étend sur 63,59 km2. Il regroupe les communes suivantes :
- Kingersheim
- Lutterbach
- Pfastatt
- Reiningue
- Richwiller
- Wittenheim (chef-lieu)

## Population et société

### Démographie
L'évolution du nombre d'habitants est connue à travers les recensements de la population effectués dans la commune depuis 1793. Pour les communes de plus de 10 000 habitants les recensements ont lieu chaque année à la suite d'une enquête par sondage auprès d'un échantillon d'adresses représentant 8 % de leurs logements, contrairement aux autres communes qui ont un recensement réel tous les cinq ans,.

En 2022, la commune comptait 15 491 habitants, en évolution de +6,18 % par rapport à 2016 (Haut-Rhin : +0,66 %, France hors Mayotte : +2,11 %).
| 1793 | 1800  | 1806  | 1821  | 1831  | 1836  | 1841  | 1846  | 1851  |
| ---- | ----- | ----- | ----- | ----- | ----- | ----- | ----- | ----- |
| 941  | 1 017 | 1 034 | 1 209 | 1 260 | 1 374 | 1 381 | 1 410 | 1 414 |

| 1856  | 1861  | 1866  | 1871  | 1875  | 1880  | 1885  | 1890  | 1895  |
| ----- | ----- | ----- | ----- | ----- | ----- | ----- | ----- | ----- |
| 1 401 | 1 420 | 1 354 | 1 343 | 1 238 | 1 251 | 1 155 | 1 194 | 1 491 |

| 1900  | 1905  | 1910  | 1921  | 1926  | 1931  | 1936  | 1946  | 1954  |
| ----- | ----- | ----- | ----- | ----- | ----- | ----- | ----- | ----- |
| 1 941 | 2 095 | 2 270 | 3 640 | 4 547 | 7 053 | 6 189 | 6 156 | 8 599 |

| 1962  | 1968   | 1975   | 1982   | 1990   | 1999   | 2006   | 2011   | 2016   |
| ----- | ------ | ------ | ------ | ------ | ------ | ------ | ------ | ------ |
| 9 259 | 10 055 | 12 562 | 13 380 | 14 324 | 15 026 | 14 371 | 14 262 | 14 589 |

| 2021   | 2022   | - | - | - | - | - | - | - |
| ------ | ------ | - | - | - | - | - | - | - |
| 15 262 | 15 491 | - | - | - | - | - | - | - |

En 2010, Wittenheim était la cinquième commune la plus peuplée du Haut-Rhin. Selon les résultats du recensement de 1999, la population était de 15 026 habitants dont 4 149 jeunes de moins de 20 ans (soit 27,6 % de la population), ce qui en fait une commune particulièrement jeune, et 2 814 personnes de plus de 60 ans (soit 18,7 % de la population). Les personnes de nationalité étrangère représentaient 1 602 habitants (soit 10,7 % de la population totale). Les personnes actives étaient au nombre de 6 663 dont 43,3 % des femmes de la commune. Le nombre total de logements s'élevait à 5 666 dont 94,9 % de résidences principales. Les maisons individuelles représentaient 61,5 % des résidences principales. La taille moyenne des ménages était de 2,8 personnes et 52 % des ménages étaient composés d'une ou deux personnes.

### Enseignement
Wittenheim a deux collèges publics d'enseignement secondaire, le collège Irène-Joliot-Curie et le collège Marcel-Pagnol.

### Culture
Wittenheim organise chaque année le festival « Les journées Italiennes », qui rassemble des animations tels que concerts, défilés de voitures italiennes, repas, etc.

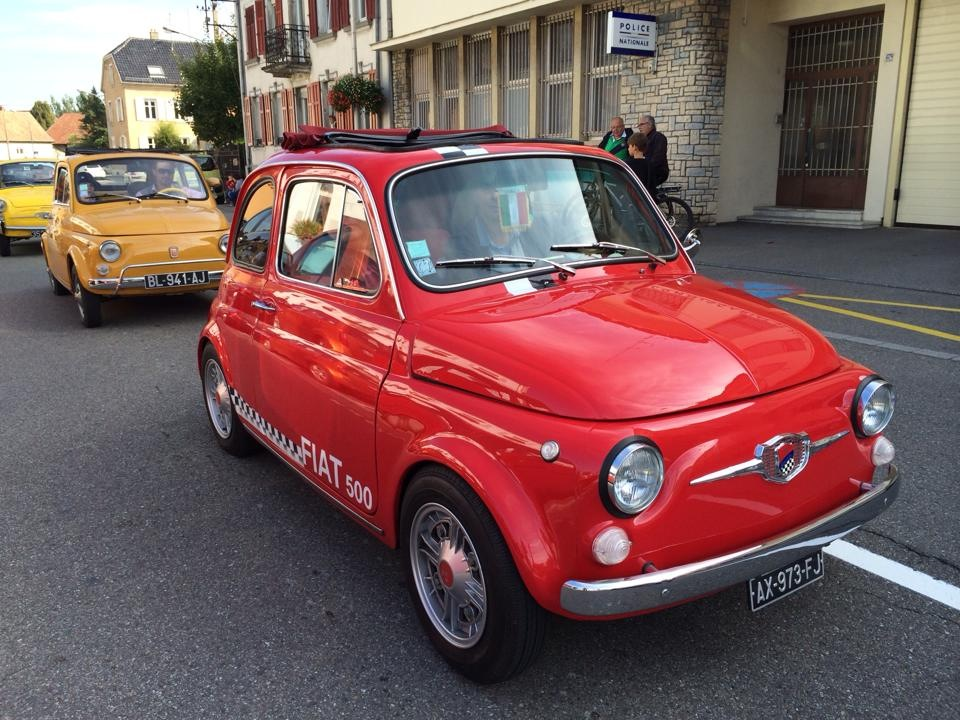
Défilé de Fiat durant le festival des Journées Italiennes.

## Sécurité
Wittenheim est située en zone police et enregistre un taux de crimes et délits faible et très inférieur à la moyenne nationale. La commune offre ainsi un niveau de sécurité nettement supérieur au reste du pays sur tous les types de crimes et délits étudiés (Faible taux de cambriolages, de vols automobiles, de vols de particuliers, de violences physiques et de violences sexuelles).

## Lieux et monuments

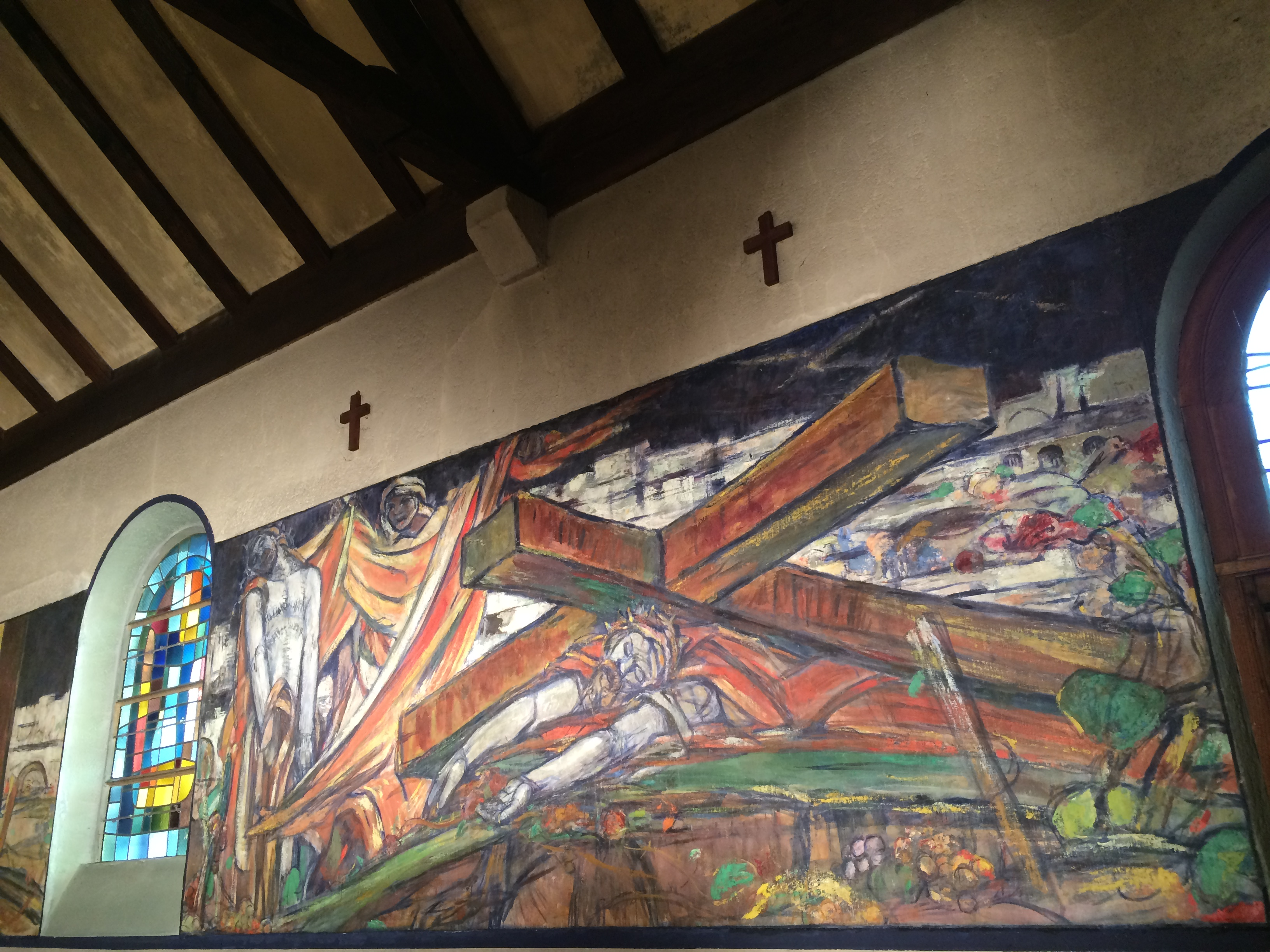
Chemin de croix.

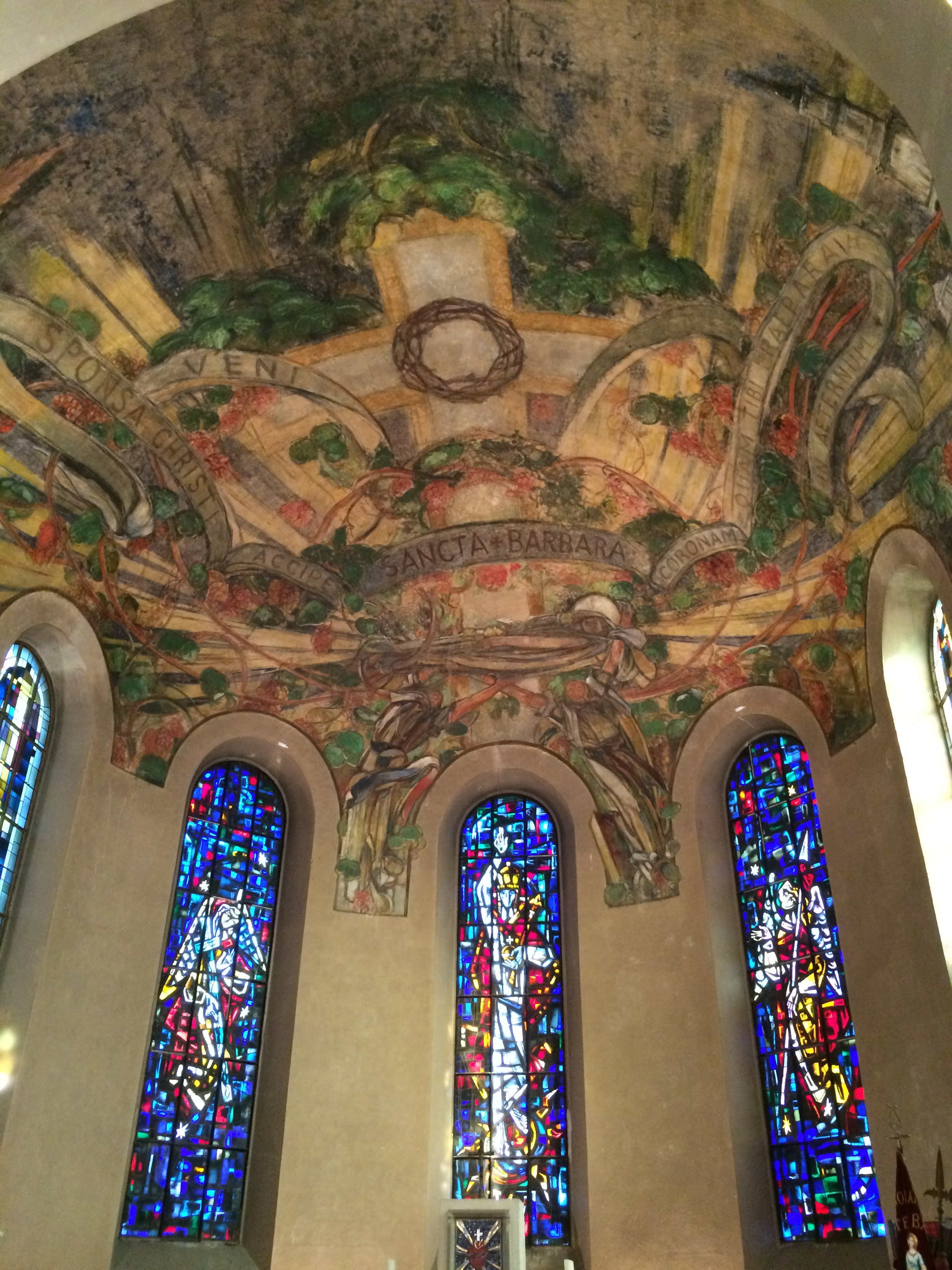
Chœur de l'église Sainte-Barbe.

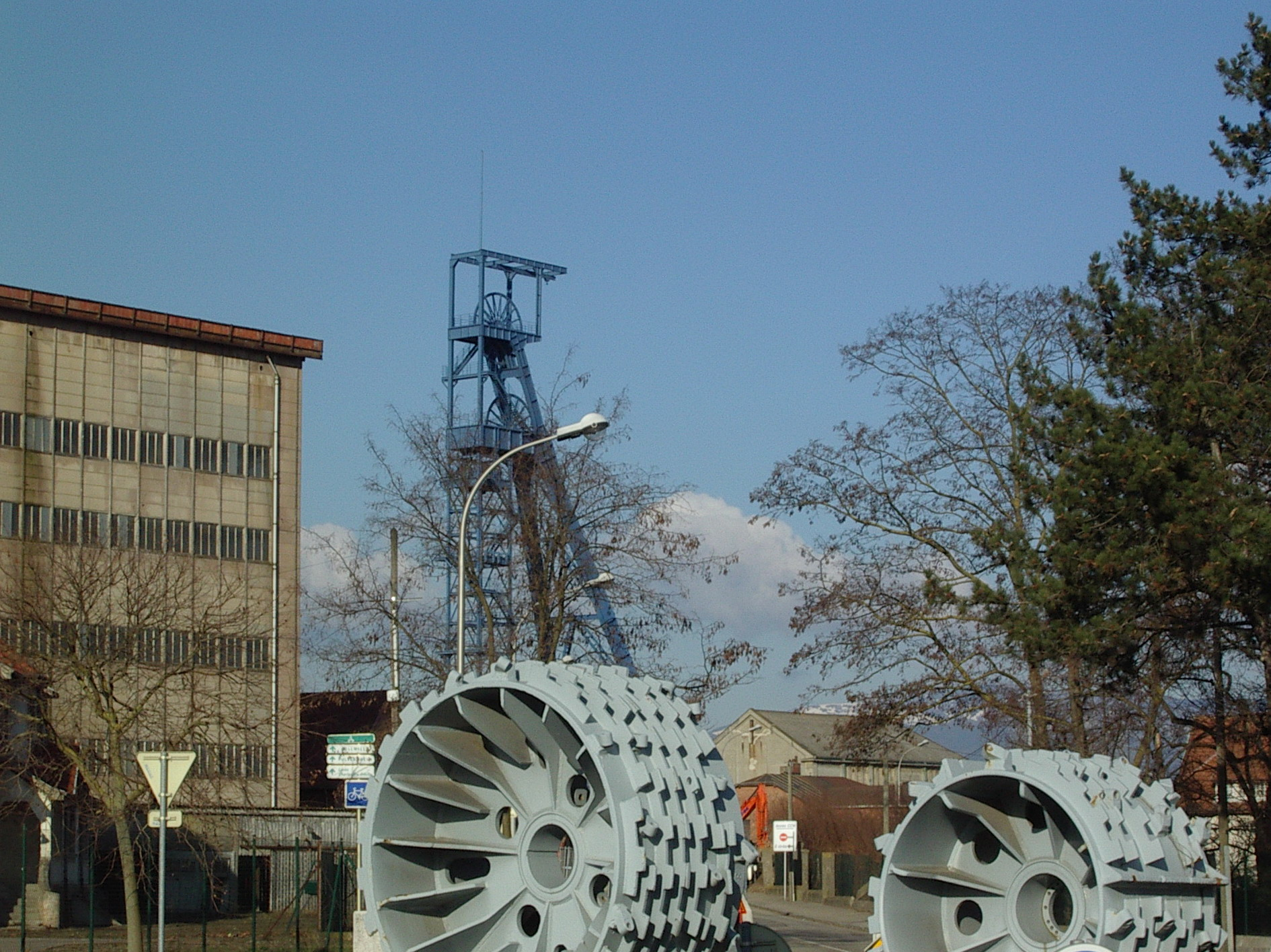
Le chevalement de la mine Théodore.

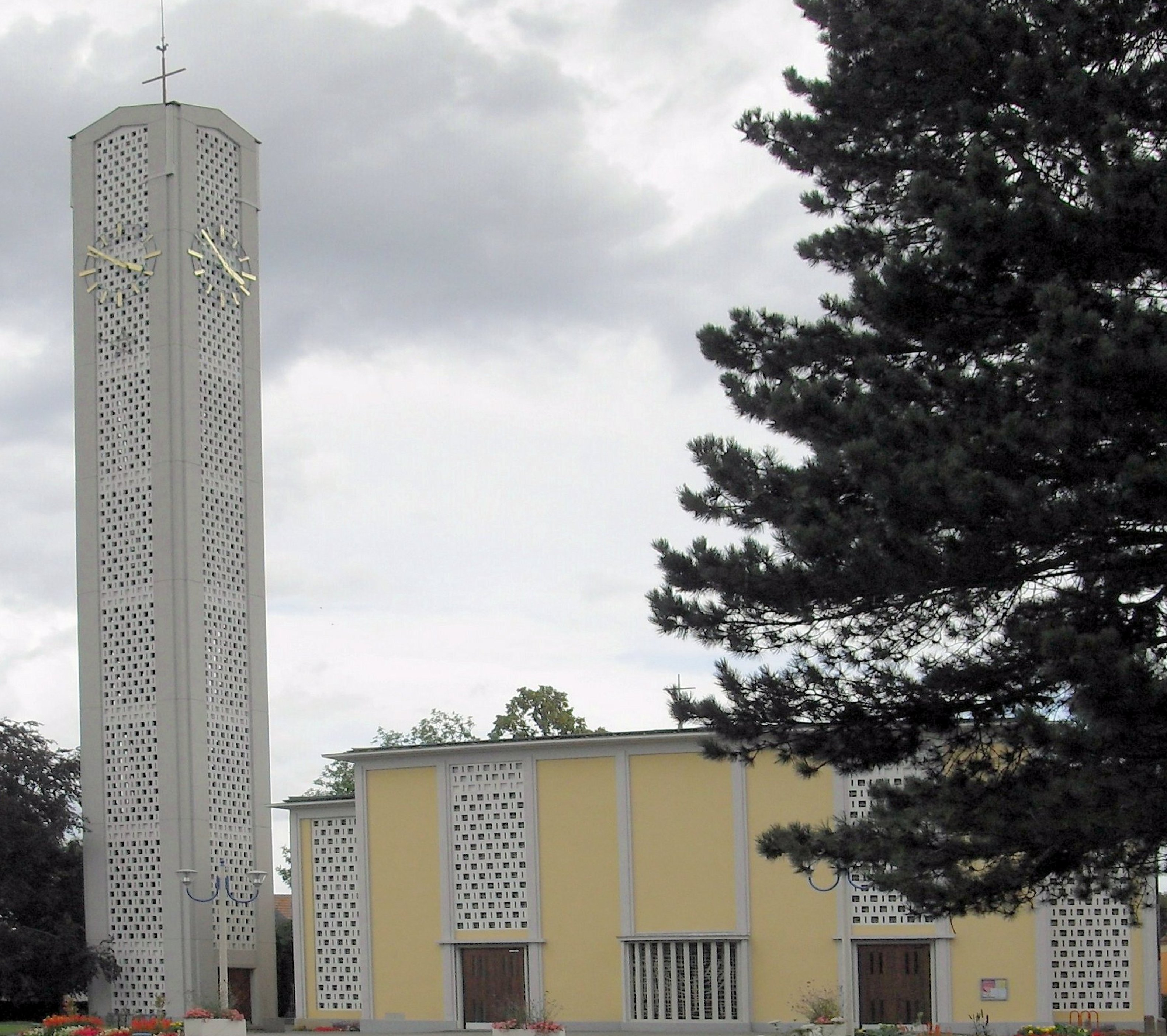
L'Église Sainte-Marie.

- Église Saint-Christophe à Wittenheim dans la cité Fernand-Anna.
- Église Sainte-Marie de Wittenheim-centre.
- Église Sainte-Barbe : fresques de George Desvallières, chemin de croix et grande rosace.
- Chapelle du lycée Don Bonsco : vitraux retraçant la vie de Don Bosco[61].
- Chevalement de la mine Théodore :
- Vestiges du couvent de Schoenensteinbach.
- Vestiges romains, place Thiers.
- Motte féodale, Rebberg.
- Forêt du Nonnenbruch : troisième massif forestier d’Alsace de par sa superficie, la forêt du Nonnenbruch est répartie sur les bans de plusieurs communes du bassin potassique. À l’origine, c’était un vaste bois marécageux où poussaient des essences diverses mais surtout du « bois cassant » (Bruch), du hêtre, du bouleau, des aulnes, où les cochons (nonnen) se gavaient de glands. Propriété dans sa majeure partie des Mines Domaniales de Potasse d’Alsace, elle fut défrichée sur près de 700 hectares pour permettre l’installation des sites miniers et de leurs cités ouvrières. Les sentiers forestiers qui la parcourent servaient de longue date de trait d’union entre les populations, les mineurs les utilisaient pour se rendre au travail[62]. Afin de protéger ce véritable poumon vert de l'agglomération, la municipalité de Wittenheim, sous la houlette du maire Antoine Homé, a fait l’acquisition en 2005 de 234 hectares de cette forêt classée en forêt de protection[63]. Le Club Vosgien y a balisé 55 km de sentiers (en 1999) qui portent le nom de Kalipfad (« Sentier de la potasse » en alsacien)[62].

## Personnalités liées à la commune
- Sébastien Gegauff[64] (Wittenheim 1862 - 1935), Maire de Wittenheim de 1893 à 1919. En 1911, lorsque l'Alsace-Lorraine allemande est dotée d'une constitution, il est élu au Landtag. Après le retour de la région à la France, il est élu sénateur du Haut-Rhin (IIIe République) en 1920 et l'est resté jusqu'à sa mort en 1935. Sébastien Gegauff s'est illustré en contribuant à l'industrialisation de la commune ainsi qu'au développement de l'agriculture. Il est notamment le maître d'œuvre du remembrement opéré à Wittenheim dans les années 1900.
- Paul Winter (1898-1987), industriel du textile, chef des Forces françaises de l'intérieur du Haut-Rhin pendant la Seconde Guerre mondiale, fondateurs de la Septième colonne d'Alsace (réseau Martial), décédé dans la commune ;
- Jean-Jérôme Adam (1904-1981), premier archevêque de Libreville, né dans la commune ;
- Florimont Cornet (1911-1949), athlète plusieurs fois champion de France, d’Europe et recordman du monde de marche de 1937 à 1939. Employé aux Mines de Potasse d’Alsace à Wittenheim, il meurt dans un effondrement minier le 16 décembre 1949[65].
- Yvan Keller (1960-2002), tueur en série, né dans la commune ;
- Julien Baumgartner (né en 1976), acteur né dans la commune ;
- Cléopâtre Darleux (née en 1989), handballeuse championne du monde et olympique avec l’équipe de France, chevalière de la Légion d’Honneur, née dans la commune.